# Coupe de la Ligue 2017-2018
La Coupe de la Ligue 2017-2018 è stata la 24ª edizione della manifestazione organizzata dalla LFP. Inizia l'8 agosto 2017 e si conclude il 31 marzo 2018 con la finale allo Stade Matmut-Atlantique di Bordeaux.
Il PSG ha vinto il trofeo per l'ottava volta, la quinta consecutiva, migliorando ulteriormente il proprio primato nella competizione.
Essendo il PSG qualificato alla UEFA Champions League 2018-2019, il posto in UEFA Europa League 2018-2019 è stato attribuito alla squadra quinta classificata in Ligue 1 2017-2018.

## Regolamento
La manifestazione è costituita da sei turni, oltre la finale, tutti a eliminazione diretta. In caso di risultato di parità si effettuano direttamente i calci di rigore, con i tempi supplementari che restano in vigore soltanto per la finale.
Ai primi due turni preliminari prendono parte le 20 squadre iscritte al campionato di Ligue 2 più 4 formazioni provenienti dal Championnat National. Nel terzo turno entrano le 14 squadre di Ligue 1 non teste di serie.
Agli ottavi di finale avviene l'ingresso delle teste di serie, vale a dire le squadre francesi che partecipano alle coppe europee.
Dai quarti di finale in poi è impiegato in via sperimentale il VAR per assistere gli arbitri.

## Scelta della sede della finale
Come stabilito nella stagione precedente, la sede della finale dell'edizione 2018 è lo Stade Matmut-Atlantique di Bordeaux.
| Città    | Stadio                                  | Edizione  |
| -------- | --------------------------------------- | --------- |
| Bordeaux | Stade Matmut-Atlantique                 | 2017-2018 |
| Lilla    | Stade Pierre-Mauroy (Villeneuve-d'Ascq) | 2018-2019 |

## Partecipanti
Di seguito l'elenco delle partecipanti.

### Ligue 1
- Amiens
- Angers
- Bordeaux
- Caen

- Digione
- Guingamp
- Lilla
- Metz

- Monaco
- Montpellier
- Nantes
- Nizza

- Olympique Lione
- Olympique Marsiglia
- Paris Saint-Germain
- Rennes

- Saint-Étienne
- Strasburgo
- Tolosa
- Troyes

Le squadre in grassetto sono automaticamente qualificate agli ottavi di finale.

### Ligue 2
- Ajaccio
- Auxerre
- Bourg-en-Bresse
- Brest
- Châteauroux

- Clermont Foot
- Gazélec Ajaccio
- Le Havre
- Lens
- Lorient

- Nancy
- Nîmes
- Niort
- Orléans
- Paris FC[4]

- Quevilly-Rouen
- Sochaux
- Stade Reims
- Tours
- Valenciennes

### Championnat National
- Bastia[4]
- Créteil-Lusitanos

- Laval
- Red Star

 Bastia squalificato dalla competizione per aver perso lo status professionistico.

## Calendario
| Fase        | Turno            | Partita unica       |                     |
| ----------- | ---------------- | ------------------- | ------------------- |
| Preliminari | Primo turno      | 8 agosto 2017       | 8 agosto 2017       |
| Preliminari | Secondo turno    | 22 agosto 2017      | 22 agosto 2017      |
| Preliminari | Terzo turno      | 24-25 ottobre 2017  | 24-25 ottobre 2017  |
| Fase Finale | Ottavi di finale | 12-13 dicembre 2017 | 12-13 dicembre 2017 |
| Fase Finale | Quarti di finale | 9-10 gennaio 2018   | 9-10 gennaio 2018   |
| Fase Finale | Semifinali       | 30-31 gennaio 2018  | 30-31 gennaio 2018  |
| Fase Finale | Finale           | 31 marzo 2018       | 31 marzo 2018       |

## Preliminari

### Primo turno
| Squadra 1       | Risultato         | Squadra 2         |
| --------------- | ----------------- | ----------------- |
| 8 agosto 2017   |                   |                   |
| Laval           | 1 - 1 (3 - 4 dtr) | Lorient           |
| Nancy           | 3 - 0             | Bastia            |
| Le Havre        | 4 - 4 (5 - 4 dtr) | Nîmes             |
| Paris FC        | 0 - 0 (4 - 3 dtr) | Brest             |
| Quevilly-Rouen  | 0 - 1             | Orléans           |
| Red Star        | 1 - 1 (6 - 5 dtr) | Auxerre           |
| Gazélec Ajaccio | 0 - 0 (6 - 5 dtr) | Créteil-Lusitanos |
| Châteauroux     | 0 - 1             | Clermont Foot     |
| Tours           | 4 - 1             | Niort             |
| Bourg-en-Bresse | 0 - 1             | Stade Reims       |
| Valenciennes    | 3 - 1             | Sochaux           |
| Lens            | 2 - 1             | Ajaccio           |

### Secondo turno
| Squadra 1       | Risultato         | Squadra 2     |
| --------------- | ----------------- | ------------- |
| 22 agosto 2017  |                   |               |
| Lorient         | 3 - 2             | Lens          |
| Nancy           | 2 - 2 (4 - 2 dtr) | Orléans       |
| Paris FC        | 0 - 2             | Clermont Foot |
| Tours           | 0 - 0 (7 - 6 dtr) | Le Havre      |
| Gazélec Ajaccio | 0 - 0 (2 - 4 dtr) | Red Star      |
| Valenciennes    | 3 - 0             | Stade Reims   |

### Terzo turno
| Squadra 1       | Risultato       | Squadra 2     |
| --------------- | --------------- | ------------- |
| 24 ottobre 2017 |                 |               |
| Lorient         | 0 - 1           | Caen          |
| Guingamp        | 0 - 2           | Montpellier   |
| 25 ottobre 2017 |                 |               |
| Lilla           | 2 - 2 (5-4 dtr) | Valenciennes  |
| Troyes          | 1 - 2           | Amiens        |
| Angers          | 3 - 2           | Nancy         |
| Strasburgo      | 1 - 1 (5-4 dtr) | Saint-Étienne |
| Digione         | 1 - 2           | Rennes        |
| Metz            | 1 - 0           | Red Star      |
| Tolosa          | 4 - 2           | Clermont Foot |
| Tours           | 3 - 1           | Nantes        |

## Fase finale

### Ottavi di finale
| Squadra 1        | Risultato       | Squadra 2           |
| ---------------- | --------------- | ------------------- |
| 12 dicembre 2017 |                 |                     |
| Tolosa           | 2 - 0           | Bordeaux            |
| Monaco           | 2 - 0           | Caen                |
| Angers           | 1 - 0           | Metz                |
| 13 dicembre 2017 |                 |                     |
| Rennes           | 2 - 2 (4-3 dtr) | Olympique Marsiglia |
| Strasburgo       | 2 - 4           | Paris Saint-Germain |
| Lilla            | 1 - 1 (2-3 dtr) | Nizza               |
| Amiens           | 2 - 1           | Tours               |
| Montpellier      | 4 - 1           | Olympique Lione     |

### Quarti di finale
| Squadra 1       | Risultato | Squadra 2           |
| --------------- | --------- | ------------------- |
| 9 gennaio 2018  |           |                     |
| Nizza           | 1 - 2     | Monaco              |
| 10 gennaio 2018 |           |                     |
| Rennes          | 4 - 2     | Tolosa              |
| Amiens          | 0 - 2     | Paris Saint-Germain |
| Angers          | 0 - 1     | Montpellier         |

### Semifinali
| Squadra 1       | Risultato | Squadra 2           |
| --------------- | --------- | ------------------- |
| 30 gennaio 2018 |           |                     |
| Rennes          | 2 - 3     | Paris Saint-Germain |
| 31 gennaio 2018 |           |                     |
| Monaco          | 2 - 0     | Montpellier         |

### Finale
| Arbitro: | Turpin |

|                                    |           |  |
| Cavani 8’ (rig.), 85’ Di María 21’ | Marcatori |  |

| PSG | Monaco |

#### Formazioni
| Paris Saint-Germain (4-3-3) |    |                  |  |     |
|                             |    |                  |  |     |
| P                           | 1  | Kevin Trapp      |  |     |
| D                           | 2  | Thiago Silva (c) |  |     |
| D                           | 3  | Presnel Kimpembe |  |     |
| D                           | 17 | Yuri Berchiche   |  |     |
| D                           | 32 | Dani Alves       |  |     |
| C                           | 6  | Marco Verratti   |  | 70’ |
| C                           | 25 | Adrien Rabiot    |  |     |
| C                           | 23 | Julian Draxler   |  | 81’ |
| A                           | 9  | Edinson Cavani   |  |     |
| A                           | 11 | Ángel Di María   |  | 52’ |
| A                           | 29 | Kylian Mbappé    |  |     |
| A disposizione:             |    |                  |  |     |
| P                           | 16 | Alphonse Areola  |  |     |
| D                           | 5  | Marquinhos       |  |     |
| D                           | 12 | Thomas Meunier   |  |     |
| D                           | 20 | Layvin Kurzawa   |  |     |
| C                           | 18 | Giovani Lo Celso |  | 70’ |
| C                           | 19 | Lassana Diarra   |  | 81’ |
| C                           | 27 | Javier Pastore   |  | 52’ |
| Allenatore:                 |    |                  |  |     |
| Unai Emery                  |    |                  |  |     |

| Monaco (4-2-3-1) |    |                    |     |     |
|                  |    |                    |     |     |
| P                | 1  | Danijel Subašić    |     |     |
| D                | 5  | Jemerson           |     |     |
| D                | 19 | Djibril Sidibé     |     |     |
| D                | 24 | Andrea Raggi       | 75’ |     |
| D                | 25 | Kamil Glik         | 31’ |     |
| MED              | 2  | Fabinho            |     |     |
| MED              | 17 | Youri Tielemans    |     | 46’ |
| C                | 8  | João Moutinho      |     | 79’ |
| C                | 20 | Marcos Lopes       |     | 73’ |
| C                | 27 | Thomas Lemar       |     |     |
| A                | 9  | Radamel Falcao (c) | 65’ |     |
| A disposizione:  |    |                    |     |     |
| P                | 30 | Seydou Sy          |     |     |
| D                | 6  | Jorge              |     |     |
| D                | 35 | Kévin N'Doram      |     |     |
| D                | 38 | Almamy Touré       |     |     |
| C                | 7  | Rachid Ghezzal     |     | 79’ |
| A                | 10 | Stevan Jovetić     |     | 46’ |
| A                | 15 | Adama Diakhaby     |     | 73’ |
| Allenatore:      |    |                    |     |     |
| Leonardo Jardim  |    |                    |     |     |

## Statistiche

### Classifica marcatori
| Gol | Rigori |  | Giocatore         | Squadra       |
| --- | ------ |  | ----------------- | ------------- |
| 3   |        |  | Souleymane Camara | Montpellier   |
| 3   |        |  | Radamel Falcao    | Monaco        |
| 3   |        |  | Adrien Hunou      | Rennes        |
| 2   |        |  | Steve Ambri       | Valenciennes  |
| 2   |        |  | Hameur Bouazza    | Tours         |
| 2   | 1      |  | Edinson Cavani    | PSG           |
| 2   |        |  | Ángel Di María    | PSG           |
| 2   |        |  | Rémy Dugimont     | Clermont Foot |
| 2   | 1      |  | Max Gradel        | Tolosa        |
| 2   |        |  | Nathaël Julan     | Le Havre      |
| 2   |        |  | Wahbi Khazri      | Rennes        |
| 2   |        |  | Cristian López    | Lens          |
| 2   |        |  | Daniel Mancini    | Tours         |
| 2   |        |  | Yaya Sanogo       | Tolosa        |
| 2   |        |  | Ola Toivonen      | Tolosa        |